# José Antônio Martins Galvão
José Antônio Martins Galvão (Lins, 8 juli 1982) is een Braziliaans voetballer.